# Mel Turpin
Melvin Harrison Turpin, detto Mel (Lexington, 28 dicembre 1960 – Lexington, 8 luglio 2010), è stato un cestista statunitense, professionista nella NBA e in Spagna.

## Carriera
Venne selezionato dai Washington Bullets al primo giro del Draft NBA 1984 (6ª scelta assoluta).

## Statistiche

### College
| Anno      | Squadra           | PG  | PT | MP   | TC%  | 3P% | TL%  | RP  | AP  | PRP | SP  | PP   |
| --------- | ----------------- | --- | -- | ---- | ---- | --- | ---- | --- | --- | --- | --- | ---- |
| 1980-1981 | Kentucky Wildcats | 28  | 0  | 13,6 | 52,6 | -   | 70,5 | 3,8 | 0,0 | 0,3 | 0,8 | 4,7  |
| 1981-1982 | Kentucky Wildcats | 30  | 30 | 30,4 | 58,2 | -   | 67,9 | 7,1 | 0,7 | 0,9 | 2,2 | 13,1 |
| 1982-1983 | Kentucky Wildcats | 31  | 31 | 31,0 | 61,7 | -   | 67,2 | 6,3 | 0,6 | 0,5 | 2,7 | 15,1 |
| 1983-1984 | Kentucky Wildcats | 34  | 34 | 31,5 | 59,3 | -   | 74,5 | 6,4 | 1,0 | 0,7 | 1,6 | 15,2 |
| Carriera  | Carriera          | 123 | 95 | 27,0 | 59,1 | -   | 69,6 | 5,9 | 0,6 | 0,6 | 1,8 | 12,3 |

### NBA

#### Regular Season
| Anno      | Squadra             | PG  | PT  | MP   | TC%  | 3P%  | TL%  | RP  | AP  | PRP | SP  | PP   |
| --------- | ------------------- | --- | --- | ---- | ---- | ---- | ---- | --- | --- | --- | --- | ---- |
| 1984-1985 | Cleveland Cavaliers | 79  | 45  | 24,7 | 51,1 | -    | 78,4 | 5,7 | 0,5 | 0,5 | 1,1 | 10,6 |
| 1985-1986 | Cleveland Cavaliers | 80  | 69  | 28,7 | 54,4 | 0,0  | 81,1 | 7,0 | 0,7 | 0,8 | 1,3 | 13,7 |
| 1986-1987 | Cleveland Cavaliers | 64  | 1   | 12,5 | 46,2 | -    | 71,4 | 3,0 | 0,5 | 0,2 | 0,6 | 6,1  |
| 1987-1988 | Utah Jazz           | 79  | 0   | 12,8 | 51,2 | 33,3 | 72,4 | 3,0 | 0,4 | 0,3 | 0,9 | 5,9  |
| 1989-1990 | Washington Bullets  | 59  | 12  | 13,9 | 52,6 | 0,0  | 78,9 | 3,7 | 0,5 | 0,3 | 0,8 | 4,7  |
| Carriera  | Carriera            | 361 | 127 | 19,0 | 51,6 | 11,1 | 77,7 | 4,6 | 0,5 | 0,4 | 1,0 | 8,5  |

#### Playoffs
| Anno     | Squadra             | PG | PT | MP   | TC%  | 3P% | TL%  | RP  | AP  | PRP | SP  | PP  |
| -------- | ------------------- | -- | -- | ---- | ---- | --- | ---- | --- | --- | --- | --- | --- |
| 1985     | Cleveland Cavaliers | 4  | 0  | 11,3 | 63,2 | -   | 50,0 | 2,0 | 0,0 | 1,0 | 0,3 | 6,3 |
| 1988     | Utah Jazz           | 7  | 0  | 4,4  | 33,3 | -   | 100  | 0,9 | 0,3 | 0,1 | 0,6 | 1,1 |
| Carriera | Carriera            | 11 | 0  | 6,9  | 53,6 | -   | 75,0 | 1,3 | 0,2 | 0,5 | 0,5 | 3,0 |

## Palmarès
- NCAA AP All-America Third Team (1984)